# Folie meurtrière (film, 2011)
Cet article concerne le film de D.W. Brown. Pour le film de Tonino Valerii, voir Folie meurtrière.
Pour plus de détails, voir Fiche technique et Distribution.
Folie meurtrière (On the Inside) est un film américain réalisé et écrit par D.W. Brown (en), sorti en 2011.

## Synopsis
Après avoir commis un meurtre dans un accès de rage, Allen Ménaric est interné dans un établissement psychiatrique pour patients particulièrement violents. Il se retrouve brutalement plongé dans un environnement aussi brutal que déstabilisant. Grâce à un programme de socialisation, il fait la connaissance de Mia, maniaco-dépressive, qui lui redonne le goût à la vie. Toujours hanté par son passé, Allen décide de protéger la jeune femme des autres patients.

## Fiche technique
- Titre original : On the Inside
- Titre français : Folie meurtrière
- Réalisation et scénario : D.W. Brown (en)
- Direction artistique : Travis Zariwny
- Costumes : Eden Miller
- Photographie : David A. Armstrong
- Montage : Bart Rachmil
- Musique : Haim Mazar
- Production : Jamie Kennedy, Bart Rachmil, Michael I. Rachmil, Michael D. Jones et Mike Wittlin ; Elsa Ramo (coproduction) ; George Elish (producteur exécutif)
- Société de production : Mike Wittlin Productions
- Sociétés de distribution : Anchor Bay Entertainment (États-Unis, cinéma et DVD), Eagle Films (tous médias)
- Pays d'origine :  États-Unis
- Langue originale : anglais
- Format : couleur - 35 mm - 2,35:1 - son Dolby Digital
- Genre : thriller
- Durée : 95 minutes
- Dates de sortie : 
  -  États-Unis : 18 mars 2011[1]
  -  France : date inconnue (sorti directement en DVD)

Source : IMDb

## Distribution
- Nick Stahl (VF : Alexis Victor) : Allen Meneric
- Dash Mihok (VF : Antoine Nouel) : Carl Tarses
- Olivia Wilde (VF : Caroline Pascal) : Mia Conlon
- Pruitt Taylor Vince (VF : Paul Borne) : Ben Marshal
- Shohreh Aghdashloo (VF : Sophie Deschaumes) : Dr Lofton
- Tariq Trotter (VF : Philippe Bozo) : Tom Bogotus
- Daniel Franzese (VF : Laurent Jacquet) : Paul Warren
- Daniel London (VF : Charles Borg) : Nathan Parks
- Joanne Baron : Mme Standings
- Coleman Wilson (VF : Gabriel Bismuth-Bienaimé) : le frère d'Allen
- Haley Webb : la petite amie d'Allen
- D. W. Brown (en) : l'homme barbu
- Doyle Hanks (VF : Charles Borg) : l'homme en larmes

Source et légende : Version française (VF) sur RS Doublage et selon le carton du doublage français sur le DVD zone 2.